# Rusta
Rusta ist ein schwedisches Einzelhandelsunternehmen, mit insgesamt 178 Filialen in Deutschland, Finnland, Norwegen und Schweden. Das auf Haushalts- und Freizeitartikel spezifizierte Unternehmen wurde 1986 von Anders Forsgren und Bengt-Olov Forssell im schwedischen Gävle gegründet. Heute befindet sich der Hauptsitz in Upplands Väsby, nördlich von Stockholm.

## Geschichte

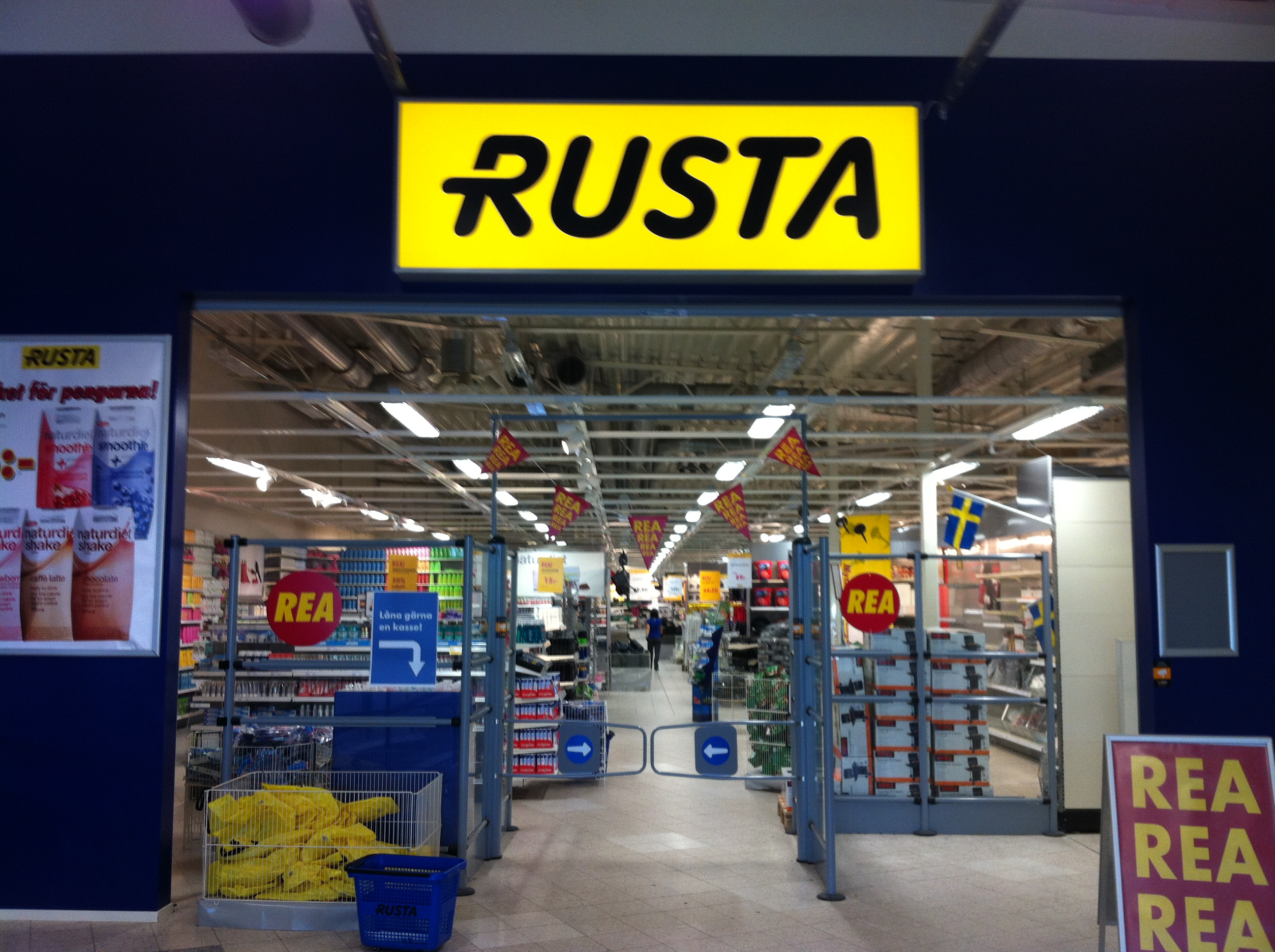
Rusta-Filiale in Karlstad, 2012

Das Unternehmen Rusta AB wurde 1986 gegründet und eröffnete dabei zeitgleich die erste Filiale in Gävle. Es folgten weitere Filialen in den kommenden vier Jahren, ehe man 1990 in Stockholm die erste Filiale in der schwedischen Hauptstadt eröffnet. Mit dieser Filiale betrieb man insgesamt 10 Standorte und beschäftigte ca. 70 Mitarbeiter.
Im Jahr 1998 eröffnete das erste Distributionsbüro in China, im folgenden Jahr produzierte man erstmals Fernsehwerbung. Bereits ein Jahr später wurden 25 Filialen betrieben, in Landsbro eröffnete 2001 das erste großflächige Warenhaus, ein weiteres folgte 2004 in Nässjö. Zwischen 2006 und 2013 wurden Büros in Peking, Shanghai und Bangkok sowie in Indien eröffnet.
Mit der ersten Eröffnung in Norwegen im Oktober 2014 expandierte Rusta ins Ausland. Im gleichen Jahr betrieb man 75 Filialen, zwei Jahre später bereits 100 Standorte.

### Situation in Deutschland
In Deutschland betreibt Rusta zehn Standorte, die von der Tochtergesellschaft Rusta Retail GmbH betrieben werden (Stand: 8. März 2024):
| Stadt                  | Eröffnung     | Quellen              |
| ---------------------- | ------------- | -------------------- |
| Lübeck                 | 18. Mai 2017  | [ 5 ] [ 6 ]          |
| Schwentinental         | 5. Okt. 2017  | [ 7 ] [ 8 ]          |
| Neumünster             | 4. Sep. 2019  | [ 9 ] [ 10 ]         |
| Bremen                 | 29. Okt. 2020 | [ 11 ] [ 12 ]        |
| Landsberg (nahe Halle) | 30. Sep. 2021 | [ 13 ] [ 14 ]        |
| Norderstedt            | 28. Okt. 2021 | [ 15 ] [ 16 ] [ 17 ] |
| Dessau-Roßlau          | 30. März 2023 | [ 18 ]               |
| Kerpen                 | 20. Apr. 2023 | [ 19 ]               |
| Jena                   | 8. Juni 2023  | [ 20 ]               |
| Essen                  | 16. Nov. 2023 | [ 21 ] [ 22 ]        |

Für den Herbst 2023 wurde auch die Eröffnung einer Filiale in Chemnitz angekündigt. Im Januar 2024 war diese noch nicht geschehen.

### Situation in Finnland

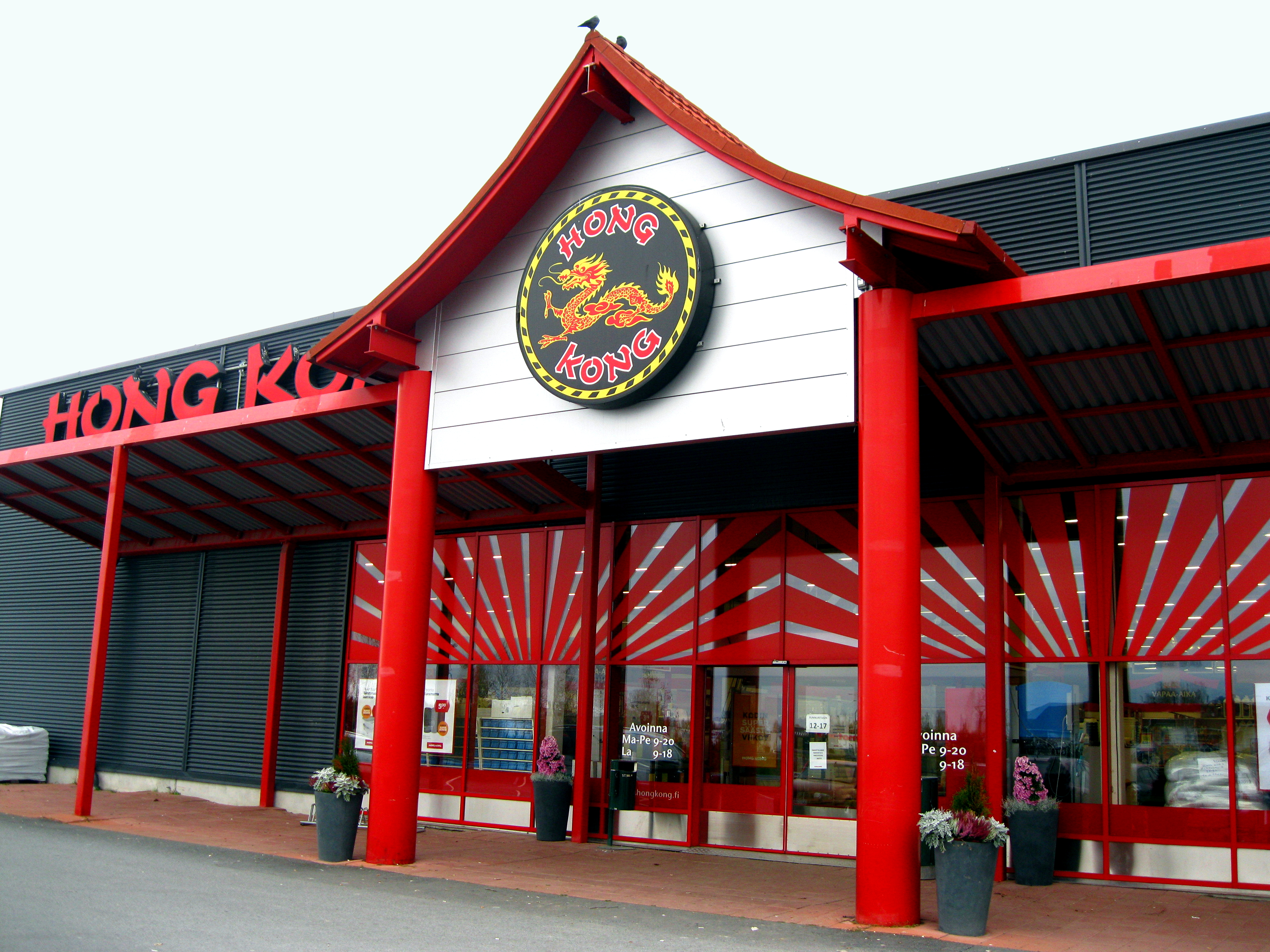
Ehemalige Hong Kong-Filiale in Seinäjoki, 2014

Das Vorgängerunternehmer Hong Kong Group Oy wurde 1989 gegründet, beschäftigte 2016 rund 600 Mitarbeiter und hatte seinen Hauptsitz in Vantaa.
An Heiligabend 2010 wurde die Filiale in Vantaa durch einen Brand fast vollständig zerstört. Anfang 2017 geriet das Unternehmen in Zahlungsschwierigkeiten und beantragte eine Umschuldung. Im Mai 2018 gab Rusta bekannt, alle 24 Filialen von Hong Kong zu kaufen. Die Firmierung des Unternehmens änderte sich im Mai 2020 in Rusta Finland Group Oy. Zeitgleich wurde ein Zeitplan bekannt gegeben, demnach wurden alle Filialen bis Juni 2020 auf Rusta umgeflaggt, als erste Filialen flaggten die Standorte in Lappeenranta und Kokkola als Rusta.

## Kritik
Rusta war eines von mehreren schwedischen Unternehmen, die 2012 in einem Bericht der Organisation Swedwatch kritisiert wurden. Die Kritik betraf die schlechten Arbeitsbedingungen in Fabriken in China, die Waren für die Unternehmen herstellen. Die drei anderen Unternehmen waren Jula, Biltema und Clas Ohlson. Swedwatch stellte jedoch fest, dass sowohl Clas Ohlson als auch Rusta 2012 mehr Verantwortung für die Arbeitsbedingungen in China übernehmen als es in einer entsprechenden Erhebung im Jahr 2005 der Fall war.
Im Frühjahr 2014 wurde Rusta dem Ombudsmann für Diskriminierung wegen homophober Belästigung eines neuen Mitarbeiters gemeldet. Das Unternehmen hat den Sachverhalt eingeräumt und dem Bedrängten nach einem Vergleich eine Entschädigung gezahlt.